# Strzyżowice (Silésie)
Pour les articles homonymes, voir Strzyżowice.
Strzyżowice est une localité polonaise de la gmina de Psary, située dans le powiat de Będzin en voïvodie de Silésie.